# Борг (фільм, 1977)
«Борг» (рос. «Долг») — радянський художній телевізійний фільм 1977 року, історична драма. За мотивами ранніх оповідань Всеволода Іванова про громадянську війну в Росії.

## Сюжет
Комісару Селіванову (Микола Олялін) і декільком червоноармійцям вдається втекти з полону. Їх переслідують білогвардійці і басмачі на чолі з полковником, якого свого часу звільнив під чесне слово Селіванов. Рятуючись, червоноармійці захоплюють тачанку, в якій знаходять немовля, і ризикуючи життям, роблять все, щоб врятувати його. Гинуть червоноармійці, безнадійне становище Селіванова. Їх мужність, безмежна відданість справі революції потрясли полковника, який, усвідомивши всю безперспективність боротьби проти народу, кінчає життя самогубством.

## У ролях
- Микола Олялін —  Селіванов, комісар
- Леонід Марков —  полковник Степанов
- Юрій Назаров —  Трифон, козак
- Болот Бейшеналієв —  Темірбей, коваль
- Валентин Нікулін —  Карнаухов
- Ануарбек Молдабеков —  Дженгєєв
- Римма Кабдалієва —  Турсуна
- Лариса Лужина —  Галина
- Віктор Уральський —  Афанасій Петрович
- Анатолій Борисов —  старий
- Валерій Анісімов —  урядник
- Олексій Мокроусов —  прапорщик
- Володимир Бершанський —  осавул
- Ігор Косухін — епізод
- Олександр Жарков —  капітан-білогвардієць
- Олег Чудінов — епізод
- Володимир Єрьомін — епізод
- Юрій Прохоров — епізод
- Андрій Карташов — епізод
- Володимир Приходько —  білогвардієць
- Олександр Овчинников — епізод
- Курбан Кельджаєв —  басмач
- Ата Довлетов —  басмач
- Анатолій Чернишов — епізод

## Знімальна група
- Режисер — Анатолій Ниточкін
- Сценарист — Віктор Потейкин
- Оператор — Олександр Воропаєв
- Композитор — Георгій Фіртич
- Художник — Петро Пророков